# Syspira synthetica
Espèce
Syspira synthetica est une espèce d'araignées aranéomorphes de la famille des Miturgidae.

## Distribution
Cette espèce est endémique du Mexique.

## Description
La femelle holotype mesure 12 mm et le mâle paratype 9,5 mm.

## Publication originale
- Chamberlin, 1924 : The spider fauna of the shores and islands of the Gulf of California. Proceedings of the California Academy of Sciences, sér. 4, vol. 12, p. 561-694 (texte intégral).